# Bad Cat (film)
Bad Cat (Kötü Kedi Şerafettin) è un film d'animazione in computer grafica del 2016 diretto da Mehmet Kurtuluş e Ayşe Ünal.
Basato sul fumetto Kötu Kedi Şerafettin di Bülent Üstün, il film è scritto da Levent Kazak e prodotto da Anima Istanbul.

## Trama
Shero è un gatto violento e alcolizzato che dopo aver ucciso involontariamente una gatta di nome Princess, viene cacciato di casa dal suo padrone assieme a suo figlio che decide di crescere dopo la morte della moglie ma viene braccato da Cizer, il proprietario della gatta che è stata uccisa. Tuttavia dopo che Cizer viene a sua volta ucciso da Shero diventa uno zombie e cerca nuovamente vendetta verso il gatto.

## Personaggi
- Shero: Il protagonista del film. Un gatto fumatore violento e sboccato, è facilmente in preda alla rabbia e per questo frequenta spesso corsi di autocontrollo. Dopo la morte di sua moglie Mimosa, fa di tutto per proteggere suo figlio Taco dai pericoli nonostante non perda mai occasione per fare il cascamorto con ogni gatta di passaggio. Ha accidentalmente ucciso la gatta di un fumettista ed è in costante fuga da lui.
- Misscat: raffinata e elegante, è una gatta bianca di città abituata a vivere in una grande e comoda casa. Diventa la nuova moglie di Shero e la madre adottiva di Taco.
- Rıza: Co-protagonista della storia. Un piccolo ratto dalle color grigio scuro che partecipa al corso di autocontrollo rabbia.
- Rıfkı: Altro co-protagonista. Un gabbiano sciocco ma intelligente.
- Tank: il padrone di Shero. Violento e sboccato quanto lui, vanno poco d'accordo.
- Cizer: Antagonista principale del film, è un fumettista che vuole uccidere Shero perché il gatto ha accidentalmente ucciso la sua gatta Princess. È colui che ha ucciso Blacky, l'amico di Shero e dopo lo scontro con lui perde il cervello e diventa uno zombi.
- Adnan e Kopek: Antagonisti secondari del film. Sono 2 cani che cercano di stuprare Misscat ma verranno fermati da Shero. Sì alleranno con Cizer per uccidere il gatto ma verranno a loro volta fatti fuori. Adnan è un bulldog mentre Kopek è un dalmata marrone.
- Taco: il figlio di Shero e di Mimosa. Non molto sveglio, viene spesso aiutato dal padre.

## Distribuzione
Il film è stato distribuito nelle sale turche il 5 febbraio 2016, nelle sale panamensi il 2 febbraio 2017, nelle sale argentine il 23 novembre 2017, nelle sale arabe il 9 agosto 2018 e nelle sale portoghesi il 18 ottobre 2018.

## Riconoscimenti
- 2016

International Istanbul Film Festival
Candidatura per il miglior film di debutto
Festival internazionale del film fantastico di Neuchâtel
Candidatura per Méliès d'Argent per il miglior lungometraggio fantastico europeo
Fantasia International Film Festival
Candidatura per il Miglior film d'animazione
Absurde Séance Nantes International Film Festival
Candidatura per il miglior lungometraggio
Prix Couillu
Sitges - Festival internazionale del cinema fantastico della Catalogna
Candidatura per il miglior lungometraggio d'animazione
Cinanima International Animated Film Festival
Candidatura per il miglior lungometraggio
CineDays European Film Festival
Candidatura per il miglior lungometraggio
- 2017

Tokyo Anime Award
Candidatura per il miglior lungometraggio
SIYAD, Turkish Film Critics Association Award
Miglior film fantastico
Festival internazionale del cinema fantastico di Bruxelles
Candidatura per Méliès d'Argent per il miglior lungometraggio fantastico europeo
Nashville Film Festival
Candidatura per il miglior lungometraggio d'animazione